# Шаде Аду
Хелън Фолашаде Аду (на английски: Helen Folasade Adu), известна в музикалния свят като Шаде (Sade), е британска певица от нигерийски произход.
Изявява се още като композитор и музикален продуцент. Става известна през 1980-те години като фронтмен и вокалист на популярната английска група „Шаде“.

## Биография

### Произход и образование
Хелън Фолашаде е родена на 16 януари 1959 г. в град Ибадан, на 120 km от тогавашната столица на Нигерия, Лагос. Баща ѝ Биси Аду е нигериец, преподавател по икономика от йорубски произход, а майка ѝ е Ан Хейс е англичанка, медицинска сестра. Двамата се запознават в Лондон и отиват да живеят в Нигерия. Когато в брака им започват да изникват проблеми, Хейс се връща с децата в английското градче Клактън он Сий в Есекс. Тя праща четиримесечната Хелън и по-големия ѝ брат Банджи да живеят при своите баба и дядо. Хелън отраства в Колчестър и от малка обича да чете. Развива интерес към модата. Слуша соул музиканти от ранга на Къртис Мейфийлд, Дони Хатауей и Марвин Гей. По-късно се записва да учи моден дизайн в лондонското училище по изкуства „Сейнт Мартин“. Мечтата ѝ е да бъде моден дизайнер, но уникалният ѝ глас ѝ предвещава успех в музиката.

### Музикална кариера
За първи път се появява на музикалната сцена през 80-те години. Звукозаписната компания подчертава специфичното произношение на името ѝ в обложките към албумите. В началото на 80-те години пее с латино групата „Арива“, а по-късно се включва в групата „Прайд“ на китариста Рей Сейнт Джон. През 1982 г. част от музикантите в „Прайд“ започват да записват заедно и през 1984 г. излиза наяве Diamond Life – дебютният албум на едноименната група Шаде, който достига Топ 10 на Великобритания.
През 1985 г. Шаде получава роля във филма Absolute Beginners („Абсолютно начинаещи“). През 2005 г. записва парчето Mum, което е включено в благотворителното DVD Voices for Darfur („Гласове за Дарфур“) в подкрепа на потърпевшите от хуманитарната криза в Дарфур.

## Дискография
- 1984 – Diamond Life
- 1985 – Promise
- 1988 – Stronger Than Pride
- 1992 – Love Deluxe
- 1992 – Remix Deluxe
- 1994 – The Best of Sade
- 2000 – Lovers Rock
- 2002 – Lovers Live
- 2010 – Soldier of love
- 2011 – The Ultimate Collection